# The Restaurant Magazine
The Restaurant Magazine o Restaurant és una revista britànica dedicada a cuiners, gestors de restaurants i altres professions relacionades amb la restauració. Per als no professionals sobretot és coneguda perquè elabora una llista dels que considera que són els cinquanta millors restaurants del món, basada en vots de sis-cents "xefs, restauradors, crítics i fun-loving gourmets"
El restaurant català El Bulli, situat a Roses i liderat pel cuiner Ferran Adrià ha encapçalat la llista els anys 2002, 2006, 2007, 2008 i 2009, i en els anys 2013 i 2015, el també restaurant català El Celler de Can Roca.